# Hymenophyllum heimii
Hymenophyllum heimii là một loài dương xỉ trong họ Hymenophyllaceae. Loài này được Tardieu mô tả khoa học đầu tiên năm 1937.